# Nouaillé-Maupertuis
Nouaillé-Maupertuis é uma comuna francesa na região administrativa da Nova Aquitânia, no departamento de Vienne. Estende-se por uma área de 22,13 km². Em 2010 a comuna tinha 2 850 habitantes (densidade: 128,8 hab./km²).